# Nashla Bogaert
Nashla Bogaert Rosario (San Francisco de Macorís, Provincia de Duarte; 11 de mayo de 1986) es una actriz, bailarina y presentadora de televisión dominicana. Es reconocida por sus papeles en las películas ¿Quién manda? (2013), Código Paz (2014), Reinbou (2016), y Hotel Coppelia (2020).
Bogaert es coproductora de Dominicana's Got Talent, la versión dominicana del programa de televisión en formato de telerrealidad británico Got Talent de Simon Cowell.

## Biografía
Bogaert nació en San Francisco de Macorís. Bisnieta de Libert Louis Bogaert (1866–1935), ingeniero belga quién emigró a la República Dominicana y se asentó en El Cibao (posteriormente nombrado Cónsul de Bélgica), oriundo de Saint-Josse-ten-Noode, y se casó con su bisabuela Dolores de Jesús Román Grullón, quien era prima del cirujano y pintor Arturo Grullón, del académico y político Juan Isidro Jimenes Grullón, y del banquero Alejandro Grullón.
Su padre fue Alberto Bogaert (m. 2012) y su madre es Carmen Rosario Hazim.

## Carrera
En 2004, Nashla Bogaert empezó su carrera en la televisión dominicana en el popular programa sabatino de variedades "Divertido con Jochy" conducido por el renombrado comunicador social Jochy Santos, en donde se destacó muy rápidamente alcanzando niveles importantes de popularidad. La presentadora renunció en 2012.  Junto a un grupo de presentadores como Luis Manuel Aguiló, Bolívar Valera (El Boli) y Hony Estrella, condujo de 2012 a 2014 como presentadora y anfitriona de Ahora Es por Antena Latina.
Desde 2006 es actriz de cine y de teatro.
El 2023 protagonizó la cinta peruano-dominicana El Año del dragón de Cinecolor Perú y Star Distribution (filial de Walt Disney Studios Motion Pictures en el Perú), junto al actor peruano Carlos Alcántara.

## Vida personal
En agosto de 2013, Bogaert se casó con el actor, director de película y músico argentino-dominicano David Maler, hijo del artista argentino Leopoldo Maler.

## Premios y nominaciones
- Nominada como ¨Mejor Actriz´ por ¨¿Quién Manda?¨[6] en los Premios Platino del Cine Latinoamericanos 2014
- Ganadora del ¨Premio del Público¨ en los[7] Premios Platino del Cine Latinoamericano 2014
- Ganadora como ¨Mejor Actriz Secundaria¨ en los Premios La Silla, ADOCINE 2014 por su papel en ¨Código Paz¨
- Ganadora como ¨Mejor Actriz Secundaria¨ en los Premios La Sila de ADOCINE 2015 por su papel en ¨La Gunguna¨[8]
- Nominada como ¨Mejor Productor´ por ¨Reinbou¨ en Premios La Silla 2018
- Nominada como ¨Mejor Actriz´ por ¨Colao¨ en Premios La Silla 2018
- Nominada como ¨Mejor Actriz´ por ¨Reinbou¨ en Premios La Silla 2018
- Nominada como ¨Mejor Actriz´ por ¨Lo que siento por ti¨ en Premios La Silla 2019
- Ganadora como ¨Mejor Documental´ por ¨Isla de Plástico¨ en Premios La Silla 2020

## Filmografía

### Cine
| Año  | Película                      | Personaje   | Director                     |
| ---- | ----------------------------- | ----------- | ---------------------------- |
| 2006 | Viajeros                      | Romelia     | Carlos Bidó                  |
| 2007 | Yuniol                        | Carmen      | Alfonso Rodríguez            |
| 2008 | Enigma                        | Laura       | Robert Cornelio              |
| 2009 | Cristiano de la Secreta       | Débora      | Archie López                 |
| 2013 | ¿Quién manda?                 | Natalie     | Ronni Castillo               |
| 2014 | Código Paz                    | Laura       | Pedro Urrutia                |
| 2015 | Ladrones                      | María Elena | Joe Menendez                 |
| 2015 | La Gunguna                    | La Maeña    | Ernesto Alemany              |
| 2016 | Todos los Hombres son Iguales | Yoli        | Manuel Gómez Pereira         |
| 2016 | Reinbou                       | Inma        | Andrés Curbelo y David Maler |
| 2017 | Colao                         | Laura Matos | Frank Perozo                 |
| 2017 | Todas las Mujeres son Iguales | Yoli        | David Maler                  |
| 2018 | Trabajo sucio                 | Claribel    | David Pagán                  |
| 2018 | Lo que siento por ti          | Diana       | Raúl Camilo                  |
| 2020 | Nadie muere en Ambrosía       | Bocanegra   | Héctor Valdez                |
| 2020 | Hotel Coppelia                | Gloria      | José María Cabral            |
| 2021 | No es lo que parece           | Valeria     | David Maler                  |
| 2023 | Cuarencena                    | Carmen      | David Maler                  |
| 2023 | Colao 2                       | Laura Matos | Frank Perozo                 |